# Cosculluela
José Fernando Cosculluela Suárez (Humacao, 15 de octubre de 1980), más conocido por su apellido y nombre artístico Cosculluela, es un cantante, compositor y productor discográfico puertorriqueño. 
Empezó su carrera a comienzos de la década de 2000 y formó parte del sello discográfico Buddha's Family. A mediados de la década creó su propio sello Rottweilas, Inc., bajo el cual lanzó sus primeros álbumes de estudio: El Príncipe y El Niño, estos fueron en colaboración con la disquera White Lion Records y lograron obtener una gran recepción y buen nivel comercial. En 2016, firmó un contrato con Warner Music Latina para publicar Blanco Perla. En 2023 lanzó su cuarto álbum de estudio  El Príncipe 2 con la distribución de ONErpm. 
Con seis proyectos musicales distribuidos entre cuatro álbumes de estudio, un mixtape y un álbum recopilatorio fue nominado a los premios Grammy Latinos, Latin American Music Awards, Premios Juventud, entre otros. Es reconocido en el ámbito musical internacional por sencillos como «Prrrum», «La boda», «Manicomio», «DM», «Madura» con Bad Bunny, «Te busco» con Nicky Jam, «Pretextos» con Maluma, entre otros.

## Biografía

### Primeros años
De padre cubano y madre puertorriqueña, fue criado en Palmas del Mar, Humacao. Desde muy pequeño demostró interés hacia el tenis y el golf, representando a su escuela San Antonio Abad en diferentes competencias. A los veinte años, empezó a interesarse por la música y empezó a crear diferentes composiciones con su hermano Jaime y un grupo de amigos al que llamaron Masta Flow y con el pasar del tiempo, fue descubierto por Buddha, un conocido productor de rap y reguetón.

### Vida privada
Es padre de cinco hijos. El primero de nombre José Fernando Cosculluela Meaux con Anaira Meaux y el segundo, Franco José Cosculluela Moreno; este último, hijo de Gina Moreno, su expareja, con la que ha tenido problemas legales, entre ellos, una acusación por maltrato infantil.
El 21 de noviembre de 2015 contrajo matrimonio con su prometida Jennifer Fungenzi en Humacao, Puerto Rico, con quien tuvo dos hijos de nombres Paolo José (2019) y Pedro José (2020). Fungenzi es madre de una hija llamada Mía Amelia (2007), a raíz de su matrimonio Cosculluela le dio su apellido quedando registrada como Mía Amelia Cosculluela Fungenzi bajo las órdenes de un juez en Puerto Rico y quedó como su padre ante la ley. En junio de 2022, se separó de Fungenzi y posteriormente se divorció, sin embargo, la ex cónyuge permaneció con el apellido Cosculluela.
En 2024, el artista fue acusado de doble atropellamiento a dos personas, y también de la muerte de dos caballos. El antecedente habría sucedido en mayo de ese mismo año, además de que el artista venía pagando tres años de sentencia condicional por violencia a su expareja, el caso presentado podría darle una sentencia de prisión.

## Carrera musical

### Inicios musicales
Apareció por primera vez en una producción de 2001 titulada The New Generation de In The House Magazine con la canción «Que vida» y bajo el alias Cubano, esto debido a su padre de ascendencia cubana. Durante 2002 y 2003, lanzaría algunas canciones con su respectivo grupo Masta Flow, canciones como «Asalto» (2002) y «Potencias lírcales» (2003) son algunas de ellas.
Ya para 2004, adoptaría como nombre artístico su propio apellido y bajo el nombre Cosculluela, aparecería por primera vez en el álbum Sabotaje de los exponentes Master Joe & OG Black con la canción «Vamo' álla». Entre este año y el siguiente apareció en producciones como Los Bandoleros de Don Omar con la canción «Vamos a darle» y Buddha's Family 2: Desde La Prisión con la canción «Te va a ir mal» junto al rapero Getto.
En 2006, apareció nuevamente en producciones como Los Bandoleros Reloaded de Don Omar con la canción «El Bandolero» y en One Team Music: The Hitmakers con la canción «Suelta» en colaboración con Ñejo & Dálmata y otros.
Tuvo aparición en la producción del 2007 titulada "Invasion" del productor Echo con las canciones «Camina derecho» y «La calle llora», esta última en colaboración del rapero Mexicano 777. En ese mismo año también hizo aparición en el álbum "Los Bravos" del productor musical Nando con el sencillo «Mi Momento» y también en el álbum El pentágono del productor Revol con la canción «Ellos Quieren».

### 2008-2012:El Príncipe,El NiñoyWar Kingz
A mediados del año 2008 colaboró en el álbum del productor puertorriqueño Alex Gárgolas titulado Los Brothers, tuvo su aparición en dos sencillos y también mencionó al disco en su famoso tema «One Blood». En ese mismo año apareció en el álbum El juicio final de Héctor El Father con la canción «Entre el bien y el mal» y en la canción «Somos de calle (Remix)» de Daddy Yankee.
En el año 2009 lanzó su primer álbum, llamado El príncipe, el cual alcanzó la posición #3 en el Billboard Top Latin Albums y la posición #8 en el Billboard  mejores álbumes de rap.  El año siguiente, 2010, lanzó El príncipe: Ghost Edition, este álbum fue una reedición de su primer álbum, pero con 5 nuevas canciones. En el año 2011, en un momento de reconocimiento internacional hizo una gira por Europa titulada "European Tour 2011" que abarco países como Reino Unido, Francia, Alemania y España. El 13 de diciembre de ese año, lanzó su segundo álbum El niño el cual fue publicado. Contó con las colaboraciones de Wisin & Yandel, Farruko, J Balvin, Ñejo & Dálmata, Lele "El Arma Secreta", Demus & Curly y Los Mafiaboyz.
El 11 de diciembre de 2012 lanzó su primer mixtape titulado War Kingz, este álbum ayudó a talentos nuevos dentro de la compañía del artista a impulsarse dentro del ámbito urbano. A partir del inicio de la década, hasta este último álbum, su influencia en el subgénero "maleanteo" fue constante, siendo referente del sonido e involucrando la temática de la calle con la música. Esto se vio confirmado en diferentes shows del reggaetonero donde se encontraban personas armadas en el escenario. En esa época, Cosculluela también fue vinculado con el lavado de dinero para narcotraficantes.

### 2013-2017: Warner Music Latina yBlanco Perla
En el año 2013, sacó una seguidilla de sencillos en colaboración con Kendo Kaponi titulada Los Mejores del Mundo la cual contó con 3 capítulos, el primero titulado «Los Mejores del Mundo» (abreviado como LMM), el segundo titulado «Mátalos» y el tercero titulado «Peligro».
En 2014, lanzó su recopilado Santa Cos, el cual contó con 17 canciones que habían salido con anterioridad y realizó su primera aparición en el Coliseo de Puerto Rico, dando dos conciertos el 19 y 20 de septiembre simultáneamente, el concierto del 19 de septiembre tuvo entradas agotadas a la primera semana, por lo cual se abrió otra función. En el mismo presentó a varios artistas como Nicky Jam, Daddy Yankee, Wisin, Tito El Bambino, Jowell & Randy, Arcángel, Kendo Kaponi, entre otros invitados.
En el año 2015 lanzó su sencillo «Te busco» junto a Nicky Jam. Además de su segundo recopilado titulado The Ones. En el año 2016 firmó un contrato con Warner Music Latina. También a principios de ese mismo año lanzó un sencillo titulado «La Boda» junto a O'Neill y Kendo Kaponi en el cual se encuentran vídeos del día de su casamiento con su esposa Jennifer Fugenzi, este sencillo tiene más de 500 millones de visitas en YouTube.
En octubre de 2016, publicó su tercer álbum de estudio Blanco perla, el cual contó con las colaboraciones de Daddy Yankee, Farruko, Arcángel, Nicky Jam, Ñejo, Tempo, entre otros. También lanzó la segunda edición de su seguidilla de freestyles titulada «Probando Voces».
En 2017, lanzó la canción «Guaya», la cual alcanzó los 15 millones de visitas en YouTube en menos de un mes. También un sencillo titulado «23» junto a Anuel AA, con el cual posteriormente tendría controversias musicales, en ese mismo año también estreno  «Solo a Solas» junto a Maluma.

### 2018-2021: «Madura», «Un AK» y desvinculación de Warner
El 2018 fue un año de éxitos musicales para Cosculluela, en abril de es año lanzó el sencillo  «Madura» en colaboración con el cantante del momento, Bad Bunny, asimismo también presentó a la nueva incorporación de su sello Rottweilas Inc, Chini Lee, junto a él lanzó el tema titulado «Palos y Cortas con Chip», en ese mismo año también saco temas que alcanzaron millones de reproducciones como «Sigo Rico», «Bonnie & Clide» con Natti Natasha y «Categoría COS», una "tiraera" para Anuel AA.
En 2019, lanzó la tercera edición de su freestyle «Probando Voces», también «HBD Tu Cumpleaños» para su esposa en ese entonces Jennifer Fungenzi y éxitos como «Guatauba» que cosechó 2 millones de visualizaciones en solo cuatro días.
En 2020, presentó el sencillo «Un AK» como sencillo promocional de su próximo disco, y una semana después «Forever» los cuales lograron cierta notoriedad en Youtube. También participó en el álbum Los Chulitos del artista De la Ghetto en un sencillo junto a Arcángel y Ñengo Flow, con estos dos últimos también participó en otro sencillo titulado «El Bueno & El Malo» para el álbum Los Favoritos 2.
En 2021, estrenó en un lapso de 20 días nuevos sencillos titulados «Decir Adiós» y «Como Andamo'». En ese mismo año colaboro con Wisin & Yandel y Zion en el tema titulado «Ya Pasó». También se desvinculó de Warner Music y firmó un contrato de tiempo indefinido con la discográfica ONErpm para continuar su consolidación artística y el crecimiento de su sello Rottweilas Inc, el cual que maneja junto a su hermano Jaime desde el año 2007. En diciembre del mismo año lanzó en un lapso de 2 semanas los sencillos «Tarde o Temprano» y «La Llevamos».

### 2022-presente: Rottweilas Inc. yEl Príncipe 2
A principios del año 2022 lanzó «Chambean» en colaboración con el artista Tego Calderón. El primer sencillo de Cosculluela bajo su mismo sello se produjo a mediados de febrero del mismo año con «La Que Hay», volviendo a un estilo de gangsta rap con el que se caracterizó en sus comienzos. En marzo de ese mismo año colaboró con la compañía discográfica GLAD Empire con el sencillo titulado «No Jugamos» junto a Omy de Oro y D-Note The Beatllionare. En mayo lanzó una compilación de sencillos titulada como capítulos, junto a Elio Mafiaboy (integrante de su sello Rottweilas). El primer capítulo de nombre «Comentarios» superó las 500 mil reproducciones en menos de un día. El 27 de mayo se estrenó el segundo capítulo de nombre «La Esquina». En junio de ese año lanzó en unión con ONErpm un álbum recopilatorio de 22 sencillos titulado The Lost Files Vol. 1 donde incluyó éxitos como «One Blood», «Un Pesito (Remix)» junto a Julio Voltio, «Mandela», entre otros, como así también temas desconocidos del artista con los cuales comenzó su carrera musical como «Rebeldía Lirical», «Este es mi Momento», «Noche de Cacería», entre otros. En agosto de ese mismo año lanzó una tiradera para Residente titulada «#ReneRenuncia», la cual pasó las 13 millones de reproducciones en Youtube en menos de cinco meses. En el sencillo también habló de la postura política del rapero y su poco apoyo a Puerto Rico.
El 15 de diciembre de 2023 lanzó su cuarto álbum de estudio titulado El Príncipe 2. Este fue una secuela de su álbum lanzado en la década del 2010, y contó con 19 sencillos y colaboraciones con Ozuna,  Nicky Jam, Luar la L, Chencho Corleone, Zion, y otros. En el año 2024, el artista volvió a los escenarios temporalmente presentándose en los países Colombia y Argentina. También se iba a presentar en Chile pero el evento fue suspendido.

## Estilo musical
Desde sus comienzos artísticos se interesó e interpretó canciones de rap, lo cual se le apodaba «el príncipe del verso». En una entrevista afirmó que al principio no se sentía muy cómodo con el reguetón ya que ese no era su fuerte. También expresó que su mayor colaboración artística ha sido con el dúo Wisin & Yandel, ya que fueron los que le abrieron las puertas para entrar al camino del reguetón. A pesar de experimentar en el reguetón, mostró no dejar de lado al estilo de rap underground con el que más se pudo encontrar artísticamente desde el comienzo de su carrera.
Su involucración con el género fue formada a partir de influencia estadounidense, incluso ha llegado a mezclar letras de los dos idiomas formando un estilo de "maleanteo" bilingüe, esto se puede ver reflejado en sencillos como «Patrullando», «Plaka Plaka», «No te metas», entre otros.

### Tiraderas
Entre los años 2008 y 2009 cuando estaba en su ascenso musical tuvo una serie de enfrentamientos musicales con el artista Ñengo Flow. Estas disputas fue denominada por muchos como la más icónica de todo el género urbano de Puerto Rico, ya que, no solo estuvo involucrada en lo musical sino también en lo personal. De manera posterior, entre los años 2013 y 2014, tuvo una disputa musical con el rapero y anterior integrante del sello Buddha's Family (que también integró Cosculluela), Tempo, al cual le dedicó dos sencillos titulados «Santa Cos» y «Tic Toc». Sin embargo a principios del año 2016 terminarían arreglando sus diferencias en un show en Puerto Rico. En el año 2018, se lanzó indirectas con Anuel AA vía Instagram y esto terminó con una tiradera de parte de Anuel titulada «Intocable», el artista respondió con «Categoría COS», esta última pasó las 30 millones de visitas en YouTube. Entre los años 2022 y 2023, tras un largo período de tensión y silencio, Coscu y el reconocido artista Residente, ex Calle 13, tuvieron una disputa lirical en la cual El Príncipe atacó a su colega con las canciones «#René[R]enuncia», «Richie Rich» y «#B2B». Residente respondió con «Cosquillita» y «Bajo y Batería». Los 3 tracks de Cosculluela, en conjunto, llegaron a más de 28 millones de vistas en YouTube.

## Discografía
| Álbumes de estudio - 2009: El Príncipe - 2011: El Niño - 2016: Blanco Perla - 2023: El Príncipe 2 | Mixtapes - 2012: War Kingz | Álbumes recopilatorios - 2014: Santa Cos - 2022: El Princi: The Lost Files |

## Premios y nominaciones
| Año  | Premiación                  | Categoría                | Nominación | Resultado | Ref    |
| ---- | --------------------------- | ------------------------ | --- | --------- | ------ |
| 2011 | Premios Lo Nuestro          | Mejor artista revelación | Cosculluela | Nominado  |        |
| 2014 | Premios Juventud            | Mejor artista urbano     | Cosculluela | Nominado  | [ 70 ] |
| 2016 | Premios Grammy Latinos      | Mejor canción urbana     | «A donde voy» (con Daddy Yankee) | Nominado  | [ 71 ] |
| 2016 | Premios Juventud            | La voz del momento       | Cosculluela | Nominado  | [ 72 ] |
| 2016 | Latin American Music Awards | Colaboración favorita    | «Te busco» (con Nicky Jam)\|rowspan="" style="background-color: var(--background-color-error-subtle, #fee7e6); color:inherit;; text-align:center; vertical-align:middle;" \| Nominado | [ 73 ]    |        |

## También
- Wikimedia Commons alberga una categoría multimedia sobre Cosculluela.
- Página oficial de Cosculluela Archivado el 7 de abril de 2015 en Wayback Machine.
- Instagram de Cosculluela
- Twitter de Cosculluela

- Datos: Q1135993
- Multimedia: Cosculluela / Q1135993